# První vláda Édouarda Philippa
První vláda Édouarda Philippa byla krátkodobě úřadující francouzská vláda v čele s premiérem Édouardem Philippem, jmenovaná francouzským prezidentem Emmanuelem Macronem dne 15. května 2017. Po parlamentních volbách, ve kterých získala prezidentova strana V pochod! většinu mandátů, podal Philippe dne 19. června 2017 demisi a byla vytvořena jeho druhá vláda.

## Složení vlády
| Portfej                                     | Ministr / člen vlády        | Strana | Strana                    | Nástup do úřadu | Odchod z úřadu  |
| ------------------------------------------- | --------------------------- | ------ | ------------------------- | --------------- | --------------- |
| Předseda vlády                              | Édouard Philippe            |        | Republikáni               | 15. května 2017 | 19. června 2017 |
| Státní ministr Ministr vnitra               | Gérard Collomb              |        | Socialistická strana      | 17. května 2017 | 19. června 2017 |
| Státní ministr Ministr spravedlnosti        | François Bayrou             |        | Demokratické hnutí        | 17. května 2017 | 19. června 2017 |
| Státní ministr Ministr životního prostředí  | Nicolas Hulot               |        | nestraník                 | 17. května 2017 | 19. června 2017 |
| Ministr zahraničí                           | Jean-Yves Le Drian          |        | Socialistická strana      | 17. května 2017 | 19. června 2017 |
| Ministr obrany                              | Sylvie Goulardová           |        | V pochod!                 | 17. května 2017 | 19. června 2017 |
| Ministr hospodářství                        | Bruno Le Maire              |        | Republikáni               | 17. května 2017 | 19. června 2017 |
| Ministr akce a veřejných financí            | Gérald Darmanin             |        | Republikáni               | 17. května 2017 | 19. června 2017 |
| Ministr územní soudržnosti                  | Richard Ferrand             |        | V pochod!                 | 17. května 2017 | 19. června 2017 |
| Ministr práce                               | Muriel Pénicaudová          |        | nestraník                 | 17. května 2017 | 19. června 2017 |
| Ministr sociálních věcí a zdravotnictví     | Agnès Buzynová              |        | nestraník                 | 17. května 2017 | 19. června 2017 |
| Ministr kultury                             | Françoise Nyssenová         |        | nestraník                 | 17. května 2017 | 19. června 2017 |
| Ministr zemědělství                         | Jacques Mézard              |        | Levicová radikální strana | 17. května 2017 | 19. června 2017 |
| Ministr školství                            | Jean-Michel Blanquer        |        | nestraník                 | 17. května 2017 | 19. června 2017 |
| Ministr vyššího vzdělání, výzkumu a inovací | Frédérique Vidalová         |        | nestraník                 | 17. května 2017 | 19. června 2017 |
| Ministr zámoří                              | Annick Girardinová          |        | Levicová radikální strana | 17. května 2017 | 19. června 2017 |
| Ministr sportu                              | Laura Flesselová-Colovicová |        | nestraník                 | 17. května 2017 | 19. června 2017 |
| Ministr pověřený dopravou                   | Élisabeth Borneová          |        | nestraník                 | 17. května 2017 | 19. června 2017 |
| Ministr pověřený evropskými záležitostmi    | Marielle de Sarnezová       |        | Demokratické hnutí        | 17. května 2017 | 19. června 2017 |